# Comté de Solms-Rödelheim
 (mai 2015).
Si vous disposez d'ouvrages ou d'articles de référence ou si vous connaissez des sites web de qualité traitant du thème abordé ici, merci de compléter l'article en donnant les références utiles à sa vérifiabilité et en les liant à la section « Notes et références ».
Le comté de Solms-Rödelheim (en allemand : Grafschaft Solms-Rödelheim) était un État du Saint-Empire romain germanique, régné par une branche de la Maison de Solms, qui relevait du cercle impérial du Haut-Rhin. La résidence principale était le château de Rödelheim, détruit en 1944, tandis que le château d'Assenheim est toujours habité par le comte Philippe et sa famille.

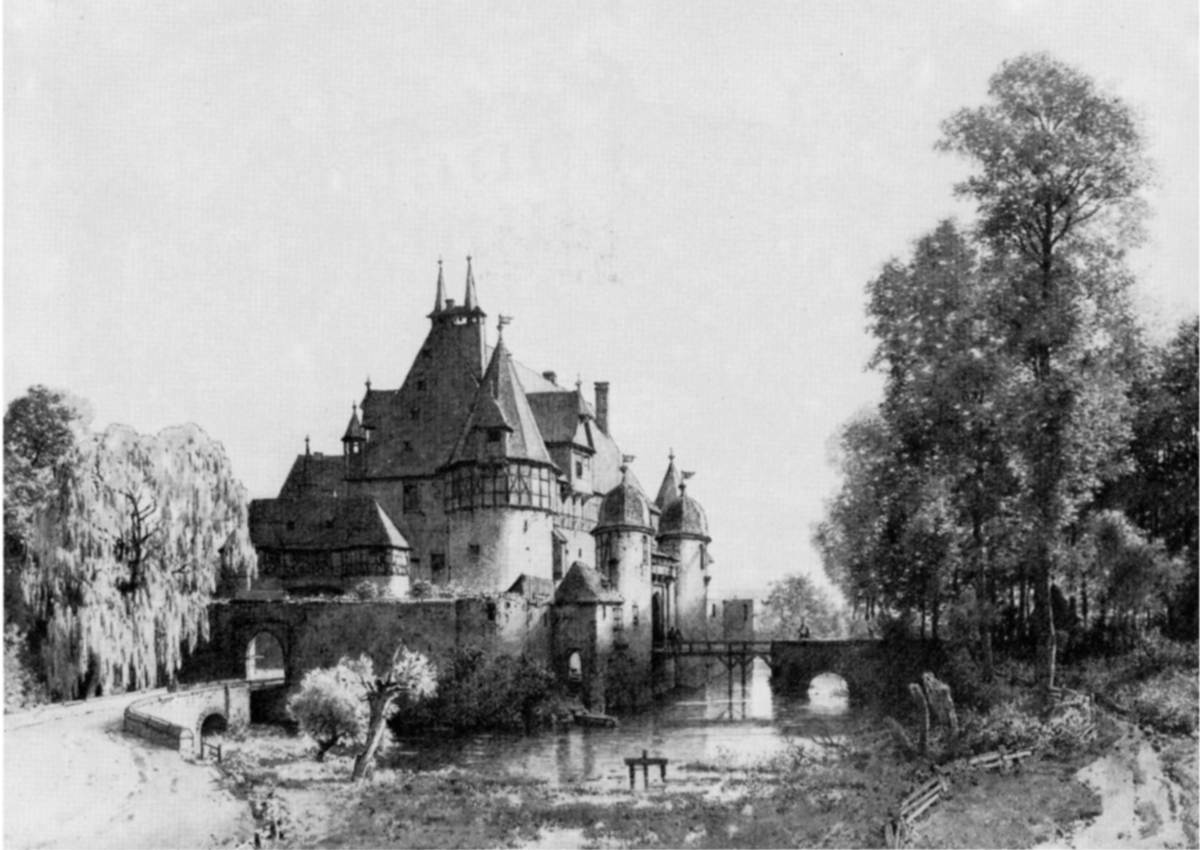
Rödelheim
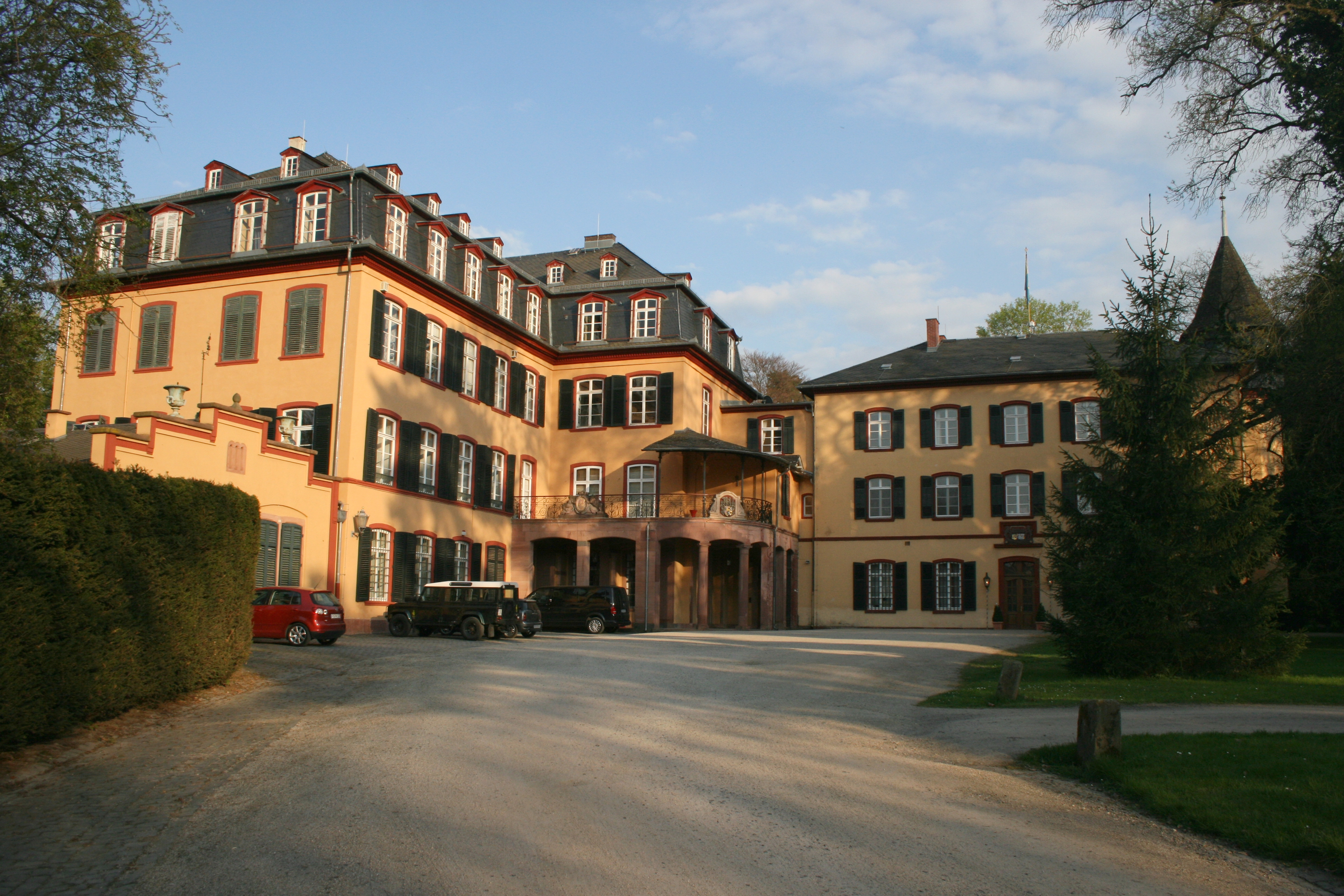
Assenheim

## Territoire
En 1787, le comté comprenait :
- Beinhards Hof (aujourd'hui, quartier de Rosbach vor der Höhe) ;
- Bauernheim (aujourd'hui, quartier de Friedberg) ;
- Einartshausen (aujourd'hui, quartier de Schotten) ;
- Fauerbach (aujourd'hui, quartier de Friedberg) ;
- Rödelheim (aujourd'hui, quartier de Francfort-sur-le-Main) ;
- Nieder-Wöllstadt (aujourd'hui, quartier de Wöllstadt) ;
- Ossenheim (aujourd'hui, quartier de Friedberg).

- Assenheim (aujourd'hui, quartier de Niddatal) ;
- Burg-Gräfenrode (aujourd'hui, quartier de Karben) ;
- Niederursel (aujourd'hui, quartier de Francfort-sur-le-Main) ;
- Petterweil (aujourd'hui, quartier de Karben) ;
- Praunheim (aujourd'hui, quartier de Francfort-sur-le-Main).